# Coffi Codjia
Bonaventure Coffi Codjia est un arbitre de football béninois né le 9 décembre 1967 à Cotonou au Bénin. Il est notamment connu pour avoir arbitré le match de demi-finale de la CAN 2010 en Angola, opposant l'Algérie à l'Égypte. Au cours de ce match houleux, il a expulsé trois joueurs algériens, donnant lieu à des accusations de partialité.

## Carrière d'arbitre
Coffi Codjia est arbitre international depuis 1994 et arbitre de la FIFA depuis 1999.
Il a officié en tant qu'arbitre pendant les tournois suivants :
- Coupe du monde de football 2002 et 2006
- Phase qualificative de la coupe du monde de football 2006 et 2010
- Coupe des confédérations 1999, 2003 et la Coupe des confédérations 2009
- Coupe d'Afrique des nations de football 2000, 2002, 2004, 2006, 2008, 2010
- Coupe d'Asie des nations de football 2004
- Coupe du monde des clubs 2007

Il a fait partie de la liste des 38 arbitres pré-sélectionnés pour participer à la coupe du monde de football 2010.
mais n'a pas été retenu dans la liste finale des 30 arbitres,.